# Boratyn (Basses-Carpates)
Pour les articles homonymes, voir Boratyn.
Boratyn est une localité polonaise de la gmina de Chłopice, située dans le powiat de Jarosław en voïvodie des Basses-Carpates.